# Çankaya Belediyesi Anka Spor Kulübü (pallavolo maschile)
Il Çankaya Belediyesi Anka Spor Kulübü fu una società pallavolistica turca, con sede ad Ankara; faceva parte dell'omonima società polisportiva.

## Rosa 2013-2014
| N° | Nome               | Ruolo | Data di nascita   | Nazionalità sportiva |
| -- | ------------------ | ----- | ----------------- | -------------------- |
| 2  | Kristian Knudsen   | S     | 1º agosto 1979    | Danimarca            |
| 3  | Berke Bıldırcın    | P     | 1º aprile 1996    | Turchia              |
| 5  | Emre Savaş         | C     | 7 marzo 1995      | Turchia              |
| 6  | Taha Sabah         | S     | 5 maggio 1994     | Turchia              |
| 7  | Engin Özbek        | S     | 3 settembre 1982  | Turchia              |
| 8  | Matthias Böhme     | S/O   | 23 luglio 1987    | Germania             |
| 9  | Yüksel Bıdak       | C     | 6 giugno 1994     | Turchia              |
| 10 | Kaan Susam         | C     | 11 agosto 1993    | Turchia              |
| 11 | Tolgahan Demirbaş  | L     | 26 gennaio 1985   | Turchia              |
| 13 | Cihan Kırıcı       | P     | 21 novembre 1985  | Turchia              |
| 14 | Hasan Özkan        | P     | 14 settembre 1981 | Turchia              |
| 17 | Cansın Enaboifo    | S/O   | 7 settembre 1995  | Turchia              |
| 18 | Abdülkadir Özdemir | S     | 11 luglio 1994    | Turchia              |
| 20 | İsmail Özdemir     | S     | 31 agosto 1989    | Turchia              |